# Kamiel van Baelen
Camille ou Kamiel Frans Jan Albert van Baelen, né à Turnhout le 15 août 1915 et mort au camp de concentration de Dachau le 11 avril 1945 , est un prosateur flamand d'expression néerlandaise.

## Biographie
Il suit d'abord une formation de prêtre au petit séminaire de Malines, mais après une grave dépression nerveuse, il abandonne ses études.  Il devient professeur privé, puis professeur au collège Notre-Dame d'Anvers.  En 1939, il accompagne la famille aisée Maus, dont il est le professeur privé, à Lausanne, mais après le déclenchement de la Seconde Guerre mondiale, il rentre en Belgique, où il sera impliqué dans les activités d'un groupe de résistance actif à Turnhout : le Mouvement national belge (Belgisch Nationale Beweging).  En 1944, il est arrêté par les Allemands et déporté à Dachau, où il meurt.

## Œuvre
Le premier ouvrage publié de Van Baelen est une histoire pour enfants, Brammetje knapt het op (Le petit Bram le résout, 1937), parue sous le pseudonyme de Pro Pius (« Pour Pie ») dans la série Vlaamsche Filmkes.  En Suisse, il termine le roman Een mensch op den weg (Un homme sur le chemin) en 1939.  Dans les romans de Van Baelen, on décèle un fort penchant symbolique ou allégorique, attribuable à l'influence du Kleine Johannes de Frederik van Eeden.  Ses personnages sont des errants à la recherche du bonheur et aux prises avec le conflit entre la matière et l'esprit.  Ses romans sont constitués de courts fragments cinématographiques, où toutes sortes de formes narratives sont utilisées, ce qui confère à son œuvre un caractère explicitement moderniste.  Son Oude Symphonie van ons hart (La Vieille Symphonie de notre cœur) annonce les paraboles et allégories des années 1950.  Dans la critique flamande, cet écrivain est considéré comme un précurseur des « expérimentaux » (« experimentelen ») d'après la Seconde Guerre mondiale.  Du roman inachevé Gebroken melodie (Mélodie interrompue, de 1946), la première partie a été éditée et publiée à titre posthume avec un in memoriam en souvenir de l'auteur par Emiel Jan Janssen.

## Ressources

### Œuvre
- (nl) Brammetje knapt het op (Le petit Bram le résout, de 1937).
- (nl) De oude symphonie van ons hart (La Vieille Symphonie de notre cœur, de 1943).
- (nl) Een mensch op den weg (Un homme sur le chemin, de 1944).
- (nl) Gebroken melodie (Mélodie interrompue, de 1946).
- (nl) Volledig werk I (L'Œuvre I, éd. Paul Schampaert, lecteur de l'université de Liège), Beveren, Orion / Nimègue, B. Gottmer. 479 p.
- (nl) Volledig werk II (L'Œuvre II, éd. Paul Schampaert, lecteur de l'université de Liège), Beveren, Orion / Nimègue, B. Gottmer. 297 p.

### Sources
- (nl) Lampo, Hubert.  « Een nieuwe generatie van Vlaamsche prozaschrijvers », De Gids, 109e année, Amsterdam, P.N. van Kampen & zoon, 1946, p. 87-90.
- (nl) « Van Baelen, Kamiel », Schrijversgewijs: Vlaamse schrijvers 1830-heden, en ligne, réf. du 20 janvier 2014.  [www.schrijversgewijs.be].
- (nl) Van Bork, Gerrit Jan.  Schrijvers en dichters [dbnl biografieënproject I], 2004 [article considérablement révisé en février 2002 ], réf. du 20 janvier 2014, [www.dbnl.org].
- (nl) Weisgerber, Jean.  Aspecten van de Vlaamse roman, 1927-1960, 4e impr., Amsterdam, Athenaeum - Polak & Van Gennep, 1976, p. 52.